# Grand Ridge (Florida)
Grand Ridge és una població dels Estats Units a l'estat de Florida. Segons el cens del 2000 tenia 792 habitants.

## Demografia
Segons el cens del 2000, Grand Ridge tenia 792 habitants, 309 habitatges, i 232 famílies. La densitat de població era de 140,9 habitants/km².
Dels 309 habitatges en un 35,9% hi vivien nens de menys de 18 anys, en un 59,9% hi vivien parelles casades, en un 13,6% dones solteres, i en un 24,6% no eren unitats familiars. En el 22% dels habitatges hi vivien persones soles el 8,1% de les quals corresponia a persones de 65 anys o més que vivien soles. El nombre mitjà de persones vivint en cada habitatge era de 2,56 i el nombre mitjà de persones que vivien en cada família era de 2,95.
Per edats la població es repartia de la següent manera: un 26,3% tenia menys de 18 anys, un 7,6% entre 18 i 24, un 31,2% entre 25 i 44, un 23,5% de 45 a 60 i un 11,5% 65 anys o més.
L'edat mediana era de 36 anys. Per cada 100 dones de 18 o més anys hi havia 85,4 homes.
La renda mediana per habitatge era de 31.083 $ i la renda mediana per família de 36.875 $. Els homes tenien una renda mediana de 24.722 $ mentre que les dones 20.125 $. La renda per capita de la població era de 14.556 $. Entorn del 9,6% de les famílies i el 16,5% de la població estaven per davall del llindar de pobresa.

## Poblacions més properes
El següent diagrama mostra les poblacions més properes.